# 島唄
島唄（しまうた）とは、「しま」の歌のこと。一義に、奄美群島で歌われる民謡（奄美民謡）のこと。

## 定義
琉球語の「しま」という語には、本土の古語でも同様であるが、「島嶼」 (island) の他に「村落」 (village) や「縄張り」(territory) の意があり、奄美・沖縄・先島住民は琉球王国時代からシマ（村落）ごとに帰属意識をもつシマ社会を形成していた。シマごとに方言も異なるし、決まり事や習俗は微妙に異なり、シマで歌われる歌も多様であった。「我（吾）きゃシマぬウタ（私たちの村の歌）」が「島唄」の語源である。シマ社会で伝えられてきた言葉を｢シマグチ｣（島口）というが「島唄」も同様の表現である。「島嶼の歌でなく村落の歌である」ということを示すために、「島」という漢字を使わず「シマ唄」と表記されることがある。
また、民謡研究家の仲宗根幸市は「しまうた」「島謡」の文字を当てて「村落のウタ」という意味において、「沖縄県」、「鹿児島県の奄美群島」どちらの「ウタ」に対しても説明の上で使用していた。
これらの歌を「島唄」と総称したのは奄美群島が最初である。このため「本来、島唄とは奄美民謡のことを指す」という言い方がなされる。広義ではシマ社会の歌としての「島唄（シマ唄）」は旧琉球王国の最大の領域の全域に分布するとも言える。ただ、THE BOOMの楽曲「島唄」（1992年）の大ヒット等により沖縄・奄美以外の日本本土でも「島唄」という表現が知れわたると、中には奄美群島の民謡と沖縄民謡やオキナワンポップスなどを混同するものや、沖縄民謡というカテゴリーそのものの別名として「島唄」と表記するものも現れた。奄美出身者や奄美民謡関係者からは「島唄は奄美民謡のこと」と主張する声もある。また、奄美民謡関係者からは「私たちのシマの唄」であることをより強調する意味も込めて「奄美シマ歌」や「シマ唄」などとより一層強く区別する表現も、まま見受けられるようになった。しかし厳密な意味での統一された「シマ唄」を扱う上でのルールは存在しない。
基本的に奄美の民謡は日本民謡協会や鹿児島県民謡連盟など日本民謡や日本の伝統芸能各界との結び付きも強く広義の意味においては日本民謡のカテゴリに含まれている場合が多いが、奄美群島南部に当たる沖永良部島と与論島の島唄の場合は沖縄民謡の団体との結び付きが強い場合も多い。楽器そのものも沖縄の三線そのものを同じ道具や奏法によって演奏し歌っている例も多く見られ、奄美大島や徳之島や喜界島などの間における文化・習俗との差異も含めた島唄の在り方の事情には隔たりも存在する。
本項では特に注釈がない限り奄美群島の民謡としての島唄（シマ唄）の概況について記述する。

## 概要
奄美方言では、「シマ」という言葉は自らの郷里、帰属地を指し、シマ唄とは郷里の民謡を意味する。沖縄県の方言で言うウマリジマ、マリジマなどの｢我が故郷の村落｣を意味する特定の用語を使わずとも｢シマ｣のみで自らの郷里、帰属地を指し示す特徴がある。「シマ」という言葉の指す範囲は、奄美群島・個々の島・集落など、場面によって様々であるが、「シマ」と片仮名表記する場合には集落のことを指すことが多い。奄美群島や沖縄県では集落ごとにそのオリジナルの民謡を持っていることが多く、奄美大島の高齢者は、出身集落以外の歌を「シマウタ」とは呼ばないとの報告もある。複数のシマに広まっている歌であっても、集落ごとに異なった歌詞やタイトルや旋律をもつ場合もある。また、沖縄でも沖縄本島北部や宮古諸島や八重山諸島など都市化していない地方部や離島では集落や村落単位で異なる歌詞や歌が存在し、歌の節回しや歌詞を聴いただけで出身集落が判り、自らの帰属地と他所の集落のものかの区別がつく地域もあるが、市街地化した地域ではそういった差異はあまり見られない点で奄美群島のそれとは性格を異にする場合が多い。また、奄美群島から沖縄県先島諸島に掛けてのほぼ琉球地域の全域的に分布する米や麦や粟などの労作に関する歌や踊り歌や流行り唄の類いには、内容や曲の構想や歌詞が類似した民謡や島唄や古謡も存在する。
歌の内容としては集落毎の生活に密接に根ざしている労働歌や子守唄、伝承を歌詞にした歌、家や嫁入りなどに関する祝い歌や人や船や死者を送る送り歌、死者を送った人を慰める悔やみ歌、七月や八月に行われる八月踊り（七月踊り）で歌われる「八月踊り」（七月踊り歌）などの祭り歌や踊り歌、正月を迎える正月歌、物語を朗々と歌う流れ歌（ながねうた）など島人の生活の場面と共にあるものである。また、そうした中には呪術の一種であるサカ歌などを含みおよそ口伝によって伝えてきたものがほとんどである。即興の歌遊び（歌掛け）も行われた。歌遊びの場でも時に相手に対して呪詛を伴うサカ歌を掛けて来る場合もあったが、そのサカ歌の呪詛の内容を絶ち切る歌を直ぐ様相手に歌い返す知恵や技量も必要であったとされる。島唄の知恵に長けたものは唄者（うたしゃ）と称された。しかしながらシマ社会では職業としての歌手ではなく、一介の知恵ある島人であった。
また、奄美大島などでは教養としての郷土芸能として詩吟がある他にも能や狂言などの古典芸能の内容を含む芝居（シバイ・シバヤ）などもあり、表現力や歌唱力の豊かさを増強する一因ともなっており、儀礼を重んじかつ嗜みとしての島唄の幅に一層の深みを付けるものとなっていた。
20世紀以降、録音・放送技術の発展により歌の保存や伝達手段は飛躍的に進歩したが、方言や文化そのものの衰退と若い世代の人口減少いう新たな文化の継承における課題が生じている。一方で、島唄がライブなどで興業的に歌われる機会が増え、職業的な島唄歌手も存在するが、奄美群島の著名な唄者は他に生業をもっていることが多い。唄者が競いあう「奄美民謡大賞」「笠竜民謡大会」「ふるさと民謡大賞」などの大会やコンクールも存在する。これらで大賞などを受賞すると群島内でCDなどが発売されるが、中にはその歌唱力や才能を見出だされて全国デビューした元ちとせや中孝介などの島唄だけではなく島唄技法をベースとしたエスニックな歌謡曲の歌手となった者もいる。
楽曲としては伝統的な曲のほか、「ワイド節」、「綾蝶」、「織り美らしゃ」、「与論小唄」（十九の春）、「永良部百合の花」、「島育ち」のように近年新たに作られ普及した歌もある。このような曲を通常奄美群島では｢（奄美）新民謡｣と呼ぶ場合が多く、この新民謡もまた奄美群島各地で広くしたしまれている。
「島唄」という呼称は1970年代に、琉球放送のラジオの沖縄民謡番組や沖縄のマスコミや文化人などを通じて沖縄に導入されていった。上述したTHE BOOMの「島唄」のヒットにより、「島唄」という表現の知名度は全国的なものとなったが、その実、本来使われて来た隣接している鹿児島県の奄美群島における「島唄」の意味合いとはかけ離れたものとして知名度が上がってしまった面が否めない状態にある。

## 特徴
グィン（吟、裏声を瞬間的に含めるこぶしの一種）とファルセットを多用する独特の歌唱法を持ち、音域が非常に広いなどの特徴を持っている。
奄美大島の島唄は、北部の笠利節／笠利唄（かさんぶし／かさんうた）と南部の東節／東唄（ひぎゃぶし／ひぎゃうた）の2つの流れに大別される。東節／東唄の中には奄美市南部の旧住用村地域や西海岸に位置する奄美市知名瀬や根瀬部などの知根地区や大和村や宇検村方面が凡そ含まれており、特に宇検村方面の島唄を焼内節／焼内唄（やけうち／えいち・ふし／うた）と呼ぶこともあり、かつては東海岸の旧住用村地域の島唄を住用節（すみようぶし）などと地域単位での特徴のある節回しや島口による島唄を評していた。笠利節は奄美市笠利町や龍郷町方面のいわゆる笠龍地区で歌われる島唄を指しており、長くない尺で細かく情緒豊かで深みのある表現の唄が特徴である。東節は、荘厳で複雑かつ変化に富んだ節回しと荘重なバチ捌きで情緒的な表現が特徴である。笠利出身の当原ミツヨ、松山美枝子、里アンナは笠利節、武下和平、朝崎郁恵、元ちとせ、中孝介は東節の系統にあたる。
奄美大島を含む、徳之島以北は沖縄県の先島諸島の神謡を除いた節歌や、一部を除いた民謡と同様に本土と同じ五音音階の陽音階（律音階。ヨナ抜き音階参照）である場合が多く、日本民謡の南限という側面をも併せ持つ。一方で、沖永良部島以南（奄美群島では他に与論島）から沖縄本島地方では琉球音階が用いられることが多い。奄美群島は琉歌による歌謡の北限という側面も持っており、琉球歌謡の一翼を担う。琉歌は八音を中心に、五音・六音・七音を標準とする定型詩であり、基本的には「サンパチロク」といわれ、八・八・八・六を基本形とする。一方、口説きものも少なからず存在し奄美大島の一部や喜界島や特に盛んな徳之島及び沖永良部島などでは、七・五・七・五・七を基本とする「口説」も存在する。
演歌、本土の民謡、琉球民謡などでは逃げの声として避けられる裏声も、ヨーデルでのそれと同様に、頻繁に用いられるのが特徴的である。その理由に対し民謡研究家仲宗根幸市が以下の仮説を出している：
- 琉歌のルーツは神託に求められ、非日常的で神聖な行為と関連していたため。
- おなり神（うない神）信仰による男性の女性の声に近づけて歌いたいという願望。
- 薩摩の支配下で大っぴらに苦しみを表現できなかったため。
- 山合の急峻な地形でのコミュニケーション手段。
- 音色変化と音域を補うという音楽的理由。

また、宇検村出身の唄者であった坪山豊はNHKのテレビやラジオの(鹿児島放送局による)取材やマスメディアの取材に対して坪山自身の出身地付近の入り組んだ半島状の地形ゆえに「裏声は対岸にいる人に届く声」や自身が製造していた船の「サバニ」や「アイノコ」などを使う「漁師同志が海上にて伝達に使う声だ」など実生活からの「裏声」の多用される理由を述べていた。

## 楽器

### サンシン
主に用いる楽器の奄美のサンシンは見た目には沖縄の三線と似ているが、造りが沖縄の三線より全体的にやや大きく、根本的に完成されたものの仕向けそのものが沖縄の三線とは違った仕上げがなされるため、奄美のサンシンとして発注されたものは完成の段階で沖縄で製作されても沖縄の三線とは違ったものとなる。
棹の仕上げも上質なコクタンやイスノキの芯材が使われている場合、棹に漆などの塗りで仕上げず木地そのものを磨き上げた塗りのない磨きの棹も好まれている。
胴の構造も沖縄の三線と比較して大きめで高めの音を出しやすい作りのものが使われ、重量も重いものが廉価品を除いて使われていることが多い。
四枚の板での組み合わせやくり抜きなどでの製造の点では同じであるものの古い奄美製の胴では本土の三味線で言う丸打ち胴の様な内径側のくり抜き加工がなされた胴を見掛けることが多い、特に1945年（昭和20年）より三味線・三線製造を開始していた沖永良部島知名町にあった有限会社吉田蛇皮線製作所の製造した普通寸の三味線の胴にはそういう加工がなされていたことからも多い原因のひとつになっている可能性も考えられる。
棹などの製作方法の沖縄式の延べ棹と呼ばれる｢棹そのものを1本の角材から切り出して製作｣するやり方と日本三味線式を応用した｢天は別づくりで棹を延べ棹で作り、組んで貼り合わせて仕上げる｣という製作方法を用いる作者も前述の沖永良部島の吉田蛇皮線製造所系統の造り手の方に見受けられ、かなり沖縄式とは違う特徴を持っているものも見受けられる。
奄美群島全域的に三味線の胴に向く材はリュウキュウイヌマキなど豊富にあったが、棹材は沖縄県各地のように在来種の樹木にリュウキュウコクタンのような高級硬質木材が生えていた訳ではないので、基本的にはユス（イスノキ）、ハーユス（ヒトツバ・モッコク）、クワ（シマグワ）の芯材などを用いていたこともあり、黒檀類の棹材を多用していた沖縄の三線に比較して強度や材質の特性から自然と奄美では沖縄より大きく棹を作るようになったのではないかと考えられる。これはより硬く強い上質材でなければ細い棹は打てないとする沖縄の三線作りの常識とも一致する。
沖縄では太い弦を爪（水牛の角）や、最近では安値で管理しやすいギター用ピックなどでダウンストロークに弾くのに対し、奄美の島唄では細い弦を薄くて細長い竹べらやプラスチックのへらや好みにより鼈甲のへらを用いてアップストロークの返しバチを多用する。また、棹を押さえる左手の指で弦を弾く「はじき」や、ハンマリングの「うちゆび」、これらを組み合わせた3連音も多用される。このように奏法・調弦に大きな差があり、上記のような演奏技法を示す用語やその演奏技巧そのものも同じ奄美群島内でも地域や師匠となる唄者により呼び方も大きく異なるのも特徴である。
根本的な問題としても棹に張る弦の太さの違いや、それにともなう歌口や胴の作り方や組み付けなどの調整など差異や、弦や皮の根本的な張りの強さによる棹や胴などに対する負担も沖縄の三線とは段々と異なって来るようになり、その差が大きくなる部分が出てきたことから楽器本体の構造にも求められる強度や耐久性などの必要性に違いがもとめられ、基本的な仕向けの違いに起因する仕上げの違いが前述の通り存在するため、そのままでの沖縄の三線と奄美の三線との使い回しは通常では困難である場合が多い。
鎖国期から戦後にかけての物不足の時代にはニシキヘビの皮のかわりに、和紙を10枚重ねたものやセルロイドを和紙同様に重ね合わせたイチニチガッパ、セメント袋、パラシュート地の生地、ウシ・ウマ・ヤギ・ウサギのようなニシキヘビ以外の動物の皮革などの代替品が庶民のあいだで愛用されたこともあった。
呼称は地域や年代によって様々だが、シャミセン（三味線）、ジャミセン（蛇味線）、ジャビセン・ジャヒセン（蛇皮線）、サンシン（鹿児島県指定伝統工芸品としての名称）、サンシル（沖永良部島、徳之島など）、サンシヌ（与論島）、サンシン（三線）などと呼ばれるなど名称が必ずしも統一されている訳ではない。
沖永良部島以南には沖縄のものや類似する三弦や四弦の胡弓・皷弓（クーチョー・コーチョー）も存在し、かつては歌に歌われているように奄美大島にも胡弓くゎ（きゅきゅっくゎ）があったとされるが、琉球のものなのか、本土のものなのか、大陸系のものなのかは定かではない。

### 打楽器
リズムを取るための打楽器としては独特の楔太鼓のちぢん（鼓の転化音）が普及している。

## 代表的な島唄

### 奄美大島
- 朝花節（流行り朝花）
- 長朝花節
- おこれ節
- おころ節
- うけれ節
- 誇らしゃ節
- ハイスリ節
- そがる玉貞節
- 朝顔節
- 本朝花節
- 一切朝花節
- 別れ朝花節
- 行きゅんにゃ加那
- ゆんみやんみ
- 取ったん金くゎ
- 俊良主節
- らんかん橋節
- 黒だんど節
- 長くるだんど節
- 野茶坊節
- 長雲節
- 上れ日ぬはる加那
- 今の風雲節
- 午ぬ風雲節
- きんかぶ節
- 芦花部一番節
- 伊津部立神節
- 雨ぐれ
- 側家戸節
- 俊金節
- 浦俊金
- 浅俊金
- 朝別れ節
- よう加那節
- よう加那くずし
- 本よう加那
- 糸繰り節
- バイドコ節
- よん加那節
- でんなご節
- こうき節
- いそ加那
- 徳の山岳節
- 八つ花流れ
- 一二三流れ
- 寅申流れ
- 城流れ
- 煙草流れ
- 思い文流れ
- 花縁流れ
- 千本流れ
- 芭蕉流れ
- 嘉徳なべ加那
- まんこい節
- 満恋節
- 等原節
- 花染め節
- むちゃ加那節
- 徳之島節
- かんつめ節
- かんてぃむぃ節
- 浦富節
- よいすら節
- すらよい節
- そらよい節
- 船ぬ外艫節
- 船ぬ高艫節
- 諸鈍長浜節
- ヒヤルガフェー
- ひやぬが節
- 塩道長浜節
- 潮満ゃ上がり
- 潮満下がり
- 朝潮まんがり節
- 山と与路島
- まつぃばんた節
- 仙本節
- 飯米取り節
- 色白美童
- 国直米姉節
- 国直米女
- 豊年節
- 渡しゃ
- 請くま慢女
- ちど節
- 東れ立雲節
- ちきゃぎぇ節
- 喜界や湾泊り
- 送り節
- 越来間切
- うんにゃだる
- うんない節
- 太陽ぬ落てぃまぐれ
- 雨黒み
- 嘉徳鍋加那節
- 西の管鈍
- 長雨切り上がり節
- 儀志直
- 曲がりょ高頂
- 正月着物
- くばぬ葉節
- ちぎょい浜岳
- 伝言しょろ節
- 行きょうれ節
- 長菊女
- 稲摺り節
- いとぅ
- 田の草イェト
- 荒地打ちイェト
- どん搗き歌
- 舟漕ぎイェト
- 餅つきイェト
- 那覇っくゎ
- 山原
- 天草
- 六調

### 喜界島
- 島朝花
- （流行り）朝花
- 別れ節（朝花）
- 志戸桶まんこい節
- 田植え唄
- いゅんめやんめ節
- 渡しゃ
- 十柱ゃむちゃ加那節
- 伊実久芭蕉山節
- むちゃ加那節
- 俊金節
- 朝潮満ちゃ上がり
- 塩道長浜節
- ちどり割山
- かんつめ節
- すらよい節
- あたら八月
- はちがつー
- はちがとぅ
- はちがちゅう
- わんぬさんかいらー
- おーへんよー
- あらへいよー
- からーす
- かーらーす
- からすはいよー
- 手習（でっそー）
- でぃっそー
- じっそー
- じっそーてぃ
- りっそー
- ぎっそー
- きっそー
- べっそー
- あかんもーら
- あかくあかんもーら
- あがんもーらー
- あがんもーれい
- あかんもーやー
- あかんもーれー
- せいよーのー
- せーらーはー
- いしあだねぃー
- さんかいち
- さんかいなー
- さんかんやー
- うんにゃらどー
- うんにゃだろー
- うんみゃだろー
- うんまだろー
- うんみゃだりょう
- あらさぎりー
- ほーてーまーた
- まあたーえー
- するはちむちぇー
- あっちゃめぐわ
- あぶしがー
- ひゆへいー
- ひゆえー
- 城久めーうらすー
- ぐすくみうらしゅう
- ぐすくんめー
- あわふっちゃぎー
- あわふちゃぎ
- ほくらさー
- ふびんにゃべー節
- やっけーなほめやべー
- ちゃきなふみやべー
- ほーへにゃへー
- ほーへんにゃへー
- ほーほみらべ
- ふみやべー
- ふみんにゃべー
- ふびんにゃべぇー
- ながはまー
- みうらすー
- あかげー
- いちのふ
- うしゃだりくちゃー
- うちのとなか
- さっかちぃやま
- さかちやまから
- さっかきやま
- さんどまけまけ
- みんちゃさやー
- すんがねがー
- しゅんかねぐゎ
- しゅんがねが節
- しゅんがりがー
- さんかりやー
- 忠臣蔵
- うらとみ
- するはちむっち
- しるはちむっちぃ
- まーたーてーばー
- さかもとー
- しょどんながはま
- すどぅんぬながはま
- すずぬながはま
- しゅどんめらびー
- 池治長浜
- ながはま
- えーこーとー
- うんぬはなつゆ
- おろせおろせ
- うるしうるし
- うるちゃうるちゃ
- ほーほー
- やんぐらさ
- わんぬさんかいや
- おんだねまけまけ
- ほうほりたーてー
- にっしゃぐみ
- とぅどぅるきー
- よんのう
- おせおせよんの
- むねぃうちー
- うまでぃーいすでぃー
- へーりうどぅり
- はんしょうれ
- がーらんそー
- いっそーてーらー
- よへいよー
- へーゆー
- うむぬはぬつゆ
- うんぬはんつゆ
- きゅらむんじゃー
- さくさくー
- あらさぎりー
- さんまんさーち
- さんばさんちょこっちよれー
- ちゅっさくみあがり
- どんどん節
- むっちいーもらい唄
- どんどんせー
- はらどぅさんせ
- すんがりがー
- なまんそーし
- かさぐむ
- かさくむー
- かじゃくむ
- あぬくむ
- みさきとんばな
- とんばなはんすー
- ふなす
- あかうしぐゎー
- こしまきわすれた
- ハンカチわすれた
- さかもといびー
- ちくてんがー
- かさーふー
- あぶしがー
- いにすりよー
- いにすり節
- いにすりすりよー
- あわゆりー
- やいこらさ節
- やいこらせー
- なふぁいとぅとぅんにゃー
- いっとー（仕事唄）
- 天降子（口説）
- 雨降り浜
- いすもんどう
- 金色夜叉（貫一お宮）
- 天草
- 六調

### 徳之島
- 御前風
- 島朝花
- 伊仙朝花
- 亀津朝花
- 井之川朝花
- 小島朝花
- 中山風朝花
- 一切節
- 手々の枕節
- 花徳の枕節
- 取ったん蟹小
- ぎーくん坊
- 朝露節
- 全島口説
- 敷島口説
- 継親口説
- 主水口説
- 意見口説
- 踏ん切り口説
- あごね口説
- 一番口説
- 十番口説
- 弥一口説
- 前原口説
- ガニ口説
- くぶなお口説
- メカル口説
- 天降れ口説
- 豊年口説
- 三京ぬ後
- ちょうきく
- うっしょ原風ちょうきく
- みち節
- 井之ぬいぶぃ加那志
- 二上がり節
- むぃあがり節
- 坊主がミョウミョウ
- 島黒だんど
- 与路ぬ与路くまし
- まんかいじゃし
- まんかい玉
- 鷺節
- 井之岳節
- ヨイスリ節
- 曲がろか高頂
- 阿室ぬ慢女
- 徳之島一切節
- 畦越えぬ水
- 作たぬ米
- 稲摺り節
- 餅給り節
- 餅貰い
- ドンドン節
- 田植え唄
- 正月唄

### 沖永良部島
- さいさい節
- いちきゃ節
- イキントー
- 悔み唄
- あんちゃめぐゎ
- あんまめぐゎ
- 豚ん子買う爺
- ながくま
- 太陽ぬ落てまぐれ
- 諸鈍ぬ長浜
- 枕節
- 御前風
- 大島節
- 石ん頂
- 思よ加那
- 余多うちばる
- 石し袴
- 沖永良部ちゅっきゃり節
- 西目ちゅっきゃり節
- 烏賊曳き
- 沖永良部島口説
- 沖永良部花口説
- メカル口説
- 弥一口説
- 喜美留なーじん畑
- 天ぬ群星
- 手習
- ちっくんてー
- 出花ぬ前
- 三合節
- さんご節
- さんごう節
- 犬田布嶺
- じんとー節
- 畑ぬ打豆
- 原ぬ打ち豆
- たにがゆしんまる
- かにがゆしんばる
- 里め節
- 御酌節
- クジャク節
- 手酌節
- 石ん頂
- 作田米
- 豊年節
- 稲摺り節
- すんだい節
- スーリスーライ
- リングヮスーライ
- リングヮ節
- キビを刈る歌
- 子守唄
- 枕節
- 里よ節
- 東成丸
- ヤンゴー節
- ジントーヨー節
- 仲里節
- れんさー節
- てぃんさぐぬ花
- 恋の花
- 川平節
- 鳩間節
- 戻り駕籠
- 畦越い
- 畦越いぬ水
- よーてー節
- じんとー節
- 宮古人
- 海ぬ笹草
- しゅーでー節
- 大蛇の舞（大蛇踊り・永良部しゅんさみ）
- 久高まんじょ主
- 母の恩
- 数え唄
- 念仏（三十三年忌）
- 手習
- ちっくんてー
- 天ぬ群星
- 武夫と浪子(数え唄)
- 沖永良部小唄
- 永良部百合の花
- えらぶ花の島
- 懐かしゃぬ島
- 沖永良部情歌

### 与論島
- イキントー節
- 上イキントー節
- 下イキントー節
- 道イキントー節
- パイチクテン
- 都節
- 大島ラッパ節
- ラッパ節
- 与論小唄
- サトヨー節
- ニゾガウムカギ
- デンサー節
- 上アタイ妨ぎ
- アタイ妨ぎ
- 下アタイ妨ぎ
- ジントーヨー節
- ヨーテー節
- ナチョラン節
- チュッキャリ節
- アンチャメーグヮ
- ニゾヨイカナヨイ
- よう加那よー
- シゴー中棚
- シヌマンダイ
- ウムヤガキュンドー
- 五尺ヘンヨー
- サトガアディク
- 子守唄（パートゥパートゥ）
- 子守唄（イヨーイヨーサー）

## 代表的な唄者
Category:唄者も参照
- 福島幸義

大島郡鎮西村（現・瀬戸内町）加計呂麻島諸数出身。武下和平のおじに当たる。ヒギャ節の名手であり、詩吟も名手であった。
- 池野無風

大島郡笠利村（現・奄美市）出身。奄美の島唄と詩吟や謡曲や日本民謡などをこよなく愛した奄美大島北部のカサン唄の名人であった。奄美の三線の他尺八や三味線なども嗜んでおり、高い声を出していく鍛錬をする際などは伴奏に使う尺八をより高いキーのものに変えながら教授していた事でも有名である。
- 南政五郎

大島郡笠利村（現・奄美市）佐仁出身。1889年-1985年。カサン唄の代表的唄者として知られる。地元で唄者として知られた母のもとで育ち、唄遊び（歌掛け）の場で自然に島唄を覚えて育つ。25歳の時、名瀬の八千代館という劇場でデビューした。戦後になり、アメリカ統治下で娯楽の乏しかった時代に奄美諸島各地を回り、その名を全島に広めた。1961年（昭和36年）、文部省主催・全国民俗芸能大会に参加。1975年（昭和50年）、郷土民族部門・南海文化賞受賞。
- 吉永武英

大島郡宇検村屋鈍出身。同村湯湾出身の石原豊亮、芦検出身の中山音女や田原ツユ、奄美大島在住時代の朝崎郁恵などヒギャ節の歌い手と戦後共演し、活動していた代表的な人物の一人である。
- 山田武丸

大島郡龍郷村（現・龍郷町）秋名出身。奄美大島北部の龍郷町秋名出身の唄者。「家の中の座敷」に座って唄う、「座唄（ゆりうた）」や、仕事唄である「イェト」などの古風な島唄を得意とした「唄者」であり、独特な絞り出されたような声も特徴的であった。
- 武下和平

兵庫県在住。加計呂麻島瀬戸内町諸数出身。
- 太原俊成

大島郡東方村（現瀬戸内町）嘉鉄出身。「ニューグランド」レーベルに多数の音源を残している「ヒギャ節」の中でも珍しい奄美大島東海岸地域出身の唄者。東京の国立劇場にて、日本初の奄美島唄の公演を行った。
- 勝島徳郎

大島郡西方村（現瀬戸内町）久志出身。近隣の宇検村の唄者から習い取った民謡や八月踊り唄などを含む多数の希少な島唄を得意とした奄美大島西海岸出身のヒギャ節の名手の一人である。晩年は兵庫県にてすごしていた。
- 石原豊亮

大島郡宇検村湯湾出身。ヒギャ節のカテゴリーに良く入れられる旧焼内村域である現在の宇検村の「エイチ(焼内)唄」の唄者。中でも特に独特な島唄が濃厚に残る地域の湯湾の出身でもあり、同村生勝出身の坪山豊とはかなり歌風がことなる島唄を唄っていた。
- 坪山豊

奄美大島大島郡宇検村生勝出身。2020年没。
- 築地俊造

大島郡奄美市笠利町川上出身。30代のころ福島幸義に師事。その後坪山豊と交流し、島唄の磨きをかけた。国内、国外招待多数。高音質の唱法に特徴があり、洋楽にも通じるものがあるといわれていた。島唄の即興が得意。日本民謡大賞優勝、総理大臣杯受賞。2017年死去。
- 濱川昇

奄美大島大島郡大和村大金久出身。生前、奄美大島の旧名瀬市の市街地にて三線店を経営していた。故築地俊造が近接した建物に若い時分に住んでおり、濱川昇が製作し、組み上げたばかりの三線を弾きながら歌三線を研鑽した話は有名である。晩年は鹿児島県指定伝統的工芸品「サンシン」の伝統工芸士に指定され、後に店舗を奄美市名瀬石橋町から故郷にほど近い奄美大島大和村大和浜に自宅ごと転居していた。生前は実兄の信良と「濱川兄弟」として親しまれ、奄美大島南部方面の「国直米姉」や「飯米取り節」などを兄弟での連弾と交互に唄うスタイルで人気を博していた。
- 生元高男

奄美大島大島郡宇検村生勝出身。坪山豊と同じく奄美大島南部の宇検村生勝出身であるが、坪山とは対照的に家族中が島唄好きでよく楽しみ、中学校を終えてから本格的に島唄三線を始め、以来名瀬に居を構えていたが、折に触れて故郷の宇検村生勝に帰り、故郷の古老達から島唄を学んできた謙虚な性格で親しまれている。
- 当原ミツヨ

奄美大島奄美市笠利町在住。1987年（昭和62年）、地元で民謡大会が行われ、初めて出場する。地区大会を勝ち進み、初出場で日本民謡大賞での日本一の栄冠を手に。奄美群島初の女性民謡日本一となる。その時の「野茶坊節」は一躍全国に知られるようになる。大島紬を織るかたわら、教室を開講し後輩の指導、ライブなどで活動。
- 石原久子

大島郡宇検村湯湾出身。奄美大島中心の名瀬の公民館講座の講師を歴任するなど島唄に対する貢献度は高い。「ニューグランド」や｢キングレコード｣や「JABARA」などからも島唄の音源が発売されている。
- 朝崎郁恵

加計呂麻島大島郡鎮西村生まれ。現在、神奈川県在住。
- RIKKI

奄美大島大島郡瀬戸内町出身。佐賀県在住。
- 元ちとせ

奄美大島大島郡瀬戸内町出身。
- 中孝介

奄美大島出身。
- 里アンナ

大島郡奄美市笠利町出身。
- 牧岡奈美

喜界島大島郡喜界町出身。

## レコード
シマ唄は、方言で歌われることから、奄美群島という非常に限定された地域の音楽であるため、そのレコードも独特の製作・流通形態を持っている。シマ唄のレコードの多くは、奄美市名瀬の商店街の中にある、セントラル楽器という小さな楽器店が製作し、自社の店舗で販売するものである。レコーディングも、かつてはセントラル楽器の社宅で行われていた。
セントラル楽器によるシマ唄のレコード化に大きな役割を果たしたのは、北海道出身で早稲田大学の修士課程大学院生として奄美の民謡を調査していた小川学夫である。小川は1963年（昭和38年）から1977年（昭和52年）まで、早稲田大院生かつセントラル楽器の社員として奄美で活動し、数多くのシマ唄のレコード製作を行った。
また、過去には鹿児島市の十字屋や、十字屋を介して沖永良部島の前田写真館からも発売されたこともあるが、奄美群島発では奄美市名瀬にあったニューグランドや沖永良部島の大村レコードや神戸発の(タイヘイ丸奄レコード)などといったレーベルなどからも少なからずレコード販売がなされていた。
また、個人が制作したレコードやカセットテープなども多数存在し、種類の程は定かではない。また、沖縄県那覇市を本拠地として活動していた仲宗根幸市の活動関連音源としての奄美民謡大全集や奄美民謡全集北大島編や奄美民謡全集南大島編のような4本以上の数のカセットテープセットのアルバムが沖縄県那覇市の国際貿易から発売されたり、シングルレコードやアルバムのレコードが沖縄県内の各レコードレーベルから少数ながら発売された事もあった。1990年代からは埼玉県のJABARAなどからも多数音源が出されるようになってきている。
大手のキングレコードは、民族音楽のCDを多く制作しており、そのひとつとして制作された『MUSIC OF AMAMI』(1991年)のような例もある。また、ビクターエンターテインメントもキングレコード同様にニューグランドやセントラル楽器からの依託生産など多数の作品を手掛けており琉球民謡と奄美民謡をカテゴリごとに分類して収録した『これが島唄だ』シリーズ｢4｣と｢5｣(2004年)の例もある。